# Мальчик, который умел летать
«Мальчик, который умел летать» (англ. The Boy Who Could Fly) — американский драматический фильм в жанре фэнтези и с элементами мелодрамы 1986 года режиссёра Ника Каcла. Картина была снята Lorimar Productions для 20th Century Fox и выпущена в кинотеатрах 15 августа 1986 года.

## Сюжет
После самоубийства неизлечимо больного отца 14-летняя Милли Майклсон (Люси Дикинс) подружилась с Эриком Гиббом (Джей Андервуд), мальчиком с аутизмом, который потерял обоих родителей в авиакатастрофе. Вместе Эрик и Милли находят способы справиться с потерей и болью, убегая в далёкие места.

## В ролях
- Дикинс, Люси — Милли Майклсон
- Андервуд, Джей — Эрик Гибб
- Беделиа, Бонни — Шарлен, мать Милли
- Сэвидж, Фред — Луис, младший брат Милли
- Гуинн, Фред — дядя Эрика
- Дьюхёрст, Коллин — мистер Шерман, учитель
- Арнольд, Крис — Сонни
- Бардо, Мишель — Эрин
- Бэнкрофт, Камерон — Джой
- Кон, Минди — Дженива
- Маклахлан, Джанет — миссис Д’Грегарио
- Михас, Дженнифер — Мона
- Пристли, Джейсон — Гэри
- Томми Ли Уоллес — камео